# Club Baloncesto Sevilla 2009-2010
Questa voce raccoglie le informazioni riguardanti il Club Baloncesto Sevilla nelle competizioni ufficiali della stagione 2009-2010.

## Stagione
La stagione 2009-2010 del Club Baloncesto Sevilla è la 21ª nel massimo campionato spagnolo di pallacanestro, la Liga ACB.
Al termine della regular season, con all'attivo 19 vittorie e 15 sconfitte, si piazzò al sesto posto riuscendo ad accedere ai playoff. Ai playoff venne eliminato ai quarti di finale, dopo tre gare, dal Real Madrid

## Roster
Aggiornato al 30 luglio 2021.
| Cajasol Siviglia 2009-10 | Cajasol Siviglia 2009-10 |
| Giocatori                | Staff tecnico            |
| ------------------------ | ------------------------ |

| N. | Naz.                                                | Ruolo | Nome             | Anno | Alt.   | Peso   |  |
| -- | --------------------------------------------------- | ----- | ---------------- | ---- | ------ | ------ |  |
| 5  | Spagna (bandiera)                                   | C     | Juanjo Triguero  | 1983 | 208 cm | 113 kg |  |
| 6  | Spagna (bandiera)                                   | C     | Mario Cabanas    | 1985 | 207 cm | 107 kg |  |
| 7  | Stati Uniti (bandiera) · Georgia (bandiera)         | P     | Tyrone Ellis (C) | 1977 | 195 cm | 85 kg  |  |
| 8  | Stati Uniti (bandiera) · Rep. Dominicana (bandiera) | C     | Josh Asselin     | 1978 | 211 cm | 111 kg |  |
| 8  | Stati Uniti (bandiera) · Panama (bandiera)          | G     | Rubén Douglas    | 1979 | 193 cm | 90 kg  |  |
| 10 | Brasile (bandiera) · Spagna (bandiera)              | AG    | Jordan Burger    | 1991 | 201 cm |        |  |
| 10 | Slovenia (bandiera)                                 | GA    | Domen Lorbek     | 1985 | 197 cm | 96 kg  |  |
| 11 | Stati Uniti (bandiera)                              | P     | Earl Calloway    | 1983 | 191 cm | 82 kg  |  |
| 13 | Stati Uniti (bandiera)                              | G     | Maurice Ager     | 1984 | 196 cm | 92 kg  |  |
| 14 | Rep. Ceca (bandiera)                                | P     | Tomáš Satoranský | 1991 | 199 cm | 95 kg  |  |
| 15 | Spagna (bandiera)                                   | AP    | Joan Sastre      | 1991 | 201 cm | 82 kg  |  |
| 20 | Serbia (bandiera)                                   | AG    | Duško Savanović  | 1983 | 204 cm | 102 kg |  |
| 21 | Stati Uniti (bandiera) · Francia (bandiera)         | AP    | Tariq Kirksay    | 1979 | 199 cm | 100 kg |  |
| 31 | Spagna (bandiera)                                   | G     | Andrés Miso      | 1979 | 198 cm | 88 kg  |  |
| 41 | Spagna (bandiera)                                   | C     | Xavi Rey         | 1979 | 210 cm | 108 kg |  |
| 55 | Serbia (bandiera)                                   | AC    | Ivan Radenović   | 1984 | 208 cm | 110 kg |  |
| -  | Spagna (bandiera)                                   | C     | Javier González  | 1992 | 204 cm |        |  |

| Allenatore                                                                      |
| - Joan Plaza                                                                    |
| Assistente/i                                                                    |
| - Diego Ocampo - Žan Tabak Legenda - (C) Capitano - (IN) Inattivo - Infortunato |

## Mercato

### Sessione estiva
| Acquisti | Acquisti         | Acquisti        | Acquisti   | Acquisti |
| R.a      | Nome             | da              | Modalità   |          |
| -------- | ---------------- | --------------- | ---------- | -------- |
| GA       | Domen Lorbek     | Pall. Treviso   | definitivo |          |
| P        | Earl Calloway    | Cibona Zagabria | definitivo |          |
| G        | Maurice Ager     | N.J. Nets       | definitivo |          |
| AP       | Joan Sastre      | Maiorca         | definitivo |          |
| C        | Mario Cabanas    | L'Hospitalet    | definitivo |          |
| P        | Tomáš Satoranský | USK Praga       | definitivo |          |
| AP       | Tariq Kirksay    | UNICS Kazan'    | definitivo |          |
| C        | Josh Asselin     | Naco            | definitivo |          |

| Cessioni | Cessioni             | Cessioni          | Cessioni       | Cessioni |
| R.       | Nome                 | a                 | Modalità       |          |
| -------- | -------------------- | ----------------- | -------------- | -------- |
| P        | Branko Milisavljević | PAOK Salonicco    | fine contratto |          |
| AG       | Nik Caner-Medley     | Estudiantes       | fine contratto |          |
| P        | Pedro Rivero         | Saragozza         | fine contratto |          |
| G        | Clay Tucker          | Joventut Badalona | fine contratto |          |
| AC       | Michał Ignerski      | San Sebastián     | fine contratto |          |
| C        | Iñaki de Miguel      | Real Madrid       | fine contratto |          |
| P        | Juan Alberto Aguilar | Obradoiro         | prestito       |          |
| G        | Joaquín Bonhome      | La Palma          | fine contratto |          |

### Dopo l'inizio della stagione
| Acquisti | Acquisti       | Acquisti   | Acquisti         | Acquisti   |
| R.       | Nome           | da         | Data             | Modalità   |
| -------- | -------------- | ---------- | ---------------- | ---------- |
| AC       | Ivan Radenović | CSKA Mosca | 23 dicembre 2009 | definitivo |
| G        | Rubén Douglas  | Free agent | 4 febbraio 2010  | definitivo |

| Cessioni | Cessioni     | Cessioni        | Cessioni         | Cessioni       |
| R.       | Nome         | a               | Data             | Modalità       |
| -------- | ------------ | --------------- | ---------------- | -------------- |
| AP       | Domen Lorbek | Helios Domžale  | 30 novembre 2009 | fine contratto |
| C        | Josh Asselin | Donec'k         | dicembre 2009    | rescissione    |
| G        | Maurice Ager | Maine Red Claws | gennaio 2010     | rescissione    |